# Alex Spanos
Alexander Spanos (* 28. September 1923 in Stockton, Kalifornien; † 9. Oktober 2018) war ein US-amerikanischer Unternehmer in der Immobilienbranche und Besitzer des NFL-Teams Los Angeles Chargers. Sein Vermögen betrug laut Forbes 1,2 Milliarden Dollar.

## Leben
Alex Spanos wurde als Sohn von Constantinos und Evanthia Spanos geboren. Im Jahr 1942 verließ er das College und ging zur United States Air Force. 1960 gründete er das Unternehmen A. G. Spanos Companies, das in der Immobilienbranche tätig ist.
2008 gab Spanos bekannt, an Demenz zu leiden. Im gleichen Jahr erhielt er den Orden der Ehre vom Staatspräsidenten Griechenlands.
Im Jahr 1948 heiratete er Faye Papafaklis, die im August 2018 verstarb. Gemeinsam hatten sie bei seinem Tod vier Kinder, zwölf Enkel und fünfzehn Urenkel.